# Mémoire (liturgie)
Pour les articles homonymes, voir Mémoire.
Une mémoire  du calendrier romain général de l'Église catholique est une célébration de moindre importance qu'une solennité et qu'une fête. Les mémoires sont obligatoires ou facultatives : parmi les saints inscrits au Calendrier romain général, ceux qui ont une importance universelle sont obligatoirement célébrés dans toute l'Église ; la célébration des autres est facultative.

## Manière de célébrer
Dans les jours de solennité ou de fête les mémoires sont exclues. Toutes les mémoires, qu'elles soient obligatoires ou facultatives, sont célébrées de la même manière. Contrairement aux solennités et  fêtes, dans les mémoires la messe est sans Gloire à Dieu et sans Credo de même que la Liturgie des Heures est sans Te Deum, et la liturgie se combine avec celle de la férie (jour de semaine) occurrente selon les normes exposées dans la Présentation Générale du Missel Romain et la Présentation générale de la Liturgie des Heures.
La Présentation Générale du Missel Romain établit : « Aux mémoires des saints, à moins qu’ils aient des lectures propres, on lit habituellement les lectures assignées à la férie. Dans certains cas, on propose des lectures appropriées, c’est-à-dire qui mettent en lumière un aspect particulier de la vie spirituelle ou de l’activité du saint. On n’imposera pas l’usage de ces lectures, sauf si une raison pastorale y invitait vraiment. [...] on dit la prière d’ouverture (collecte) propre ou, à son défaut, une du commun approprié ; quant aux prières sur les offrandes et après la communion, à moins qu´elles ne soient propres, on peut les prendre soit au commun, soit aux féries du temps en cours ».
La Présentation générale de la Liurgie des Heures indique qu'on ne tient pas compte de la mémoire à l'heure médiane (ou à tierce, sexte et none) et à complies. Aux autres heures, en l'absence de textes propres de la mémoire, les psaumes avec leurs antiennes sont de la férie, et on peut choisir entre la férie et le commun pour les autres éléments.
Pendant le carême et les jours précédant immédiatement Noël (17–24 décembre) il n'y a pas de mémoires obligatoires. Les obligatoires qui éventuellement, dans une certaine année, tombent en carême sont considérées cette année-là comme facultatives. Si l'on veut célébrer une mémoire dans ces périodes, pourvu que ce ne soit pas le Mercredi des Cendres ou un jour de la Semaine sainte, on en prend dans la messe la prière d’ouverture (collecte) ; à l'office de lecture on ajoute à la lecture patristique de la férie avec son réponse la lecture hagiographique du saint et on conclut avec l'oraison du saint; et aux offices du matin et du soir on ajoute, après l'oraison conclusive de la férie, l'antienne et l'oraison du saint.

## Conflits de calendrier
Plusieurs mémoires facultatives peuvent être assignées au même jour. Dans ce cas, on ne peut en célébrer qu'une seule. On peut aussi choisir de n'en célébrer aucune, car on est libre d'observer la férie ou de célébrer la messe de tout saint mentionné dans le Martyrologe romain à la même date ou, s'il s'agit du Temps ordinaire (« per annum »), une messe pour diverses circonstances ou une messe votive.
On ne peut assigner qu'une seule mémoire obligatoire au même jour fixe du calendrier, mais il est possible qu'une mémoire obligatoire mobile coïncide avec une mémoire obligatoire fixe, comme quand la mémoire obligatoire du Cœur immaculé de Marie du samedi après le 2e dimanche après Pentecôte coïncide avec une mémoire obligatoire fixe. Dans telle circonstance, les deux mémoires intéressées sont considérées, pour l'année en question, comme facultatives.
Évidemment, si une mémoire, même obligatoire, coïncide avec une célébration de rang supérieur (solennité, fête, dimanche, certaines féries), elle est omise.